# Rat mal, wer heut bei uns schläft
Rat mal, wer heut bei uns schläft ist eine deutsche Erotikkomödie von Alexis Neve aus dem Jahr 1969. Der Film lief auch unter dem Titel Die wilden Töchter von Glücksburg. Die Uraufführung erfolgte am 22. August 1969.

## Handlung
Auf Gut Glücksburg entspringt eine Quelle, deren Wirkung als Aphrodisiakum das Gut berühmt-berüchtigt machte. Als die Baronin das Gut verlässt, führen trotz der strengen Augen von Aufsichtsdame Sybille die Schwestern Jennifer und Veronika ein lasterhaftes Leben unter anderem mit Geigenlehrer Philoni. Eines Tages trifft die dritte Schwester Alexandra aus dem Internat zusammen mit dem Kunststudenten Frank auf Glücksburg ein. 
Allerdings scheinen die Neuen mehr Interesse an Schachspielen zu haben, weshalb anlässlich der Verlobungsfeier von Jennifer mit Robert vergeblich versucht wird, Alexandra mit dem Förster und später mit Robert zu verkuppeln. Da trifft Baronin Henriette ein und verkündet ihre baldige Heirat mit dem Conte di Casagrande. Endlich finden Alexandra und Frank zueinander, wogegen der untreue Conte sich für die Magd Frosine interessiert. Die Anstandsdame, der Geigenlehrer und der Förster werden entlassen, während die Baronin ihr Glück mit dem Butler findet. Dieser ist es auch, der das Geheimnis der Wunderquelle kennt und ihre Dosierung überwacht.

## Altersfreigabe
Neben der 90 Minuten langen, von der Freiwilligen Selbstkontrolle der Filmwirtschaft (FSK) ab 18 Jahren freigegebenen Version gibt es noch eine auf 70 Minuten gekürzte Version des Films, die eine Altersfreigab ab 16 Jahren erhielt.

## Kritiken
Der Münchner Merkur kommentierte am 25. August 1969, es gehe in dem Film zu „wie bei den Goldhamstern“ und wunderte sich über das Auftreten von Kulenkampff-Butler Martin Jente, was „wohl nur sein Steuerberater erklären“ könne.
Der Filmdienst schrieb von einer „hingeschluderten Komödie, die vorwiegend in den Schlafzimmern eines Herrenhauses spielt und praktisch ohne Story auskommt.“